# James Moody (muzyk)

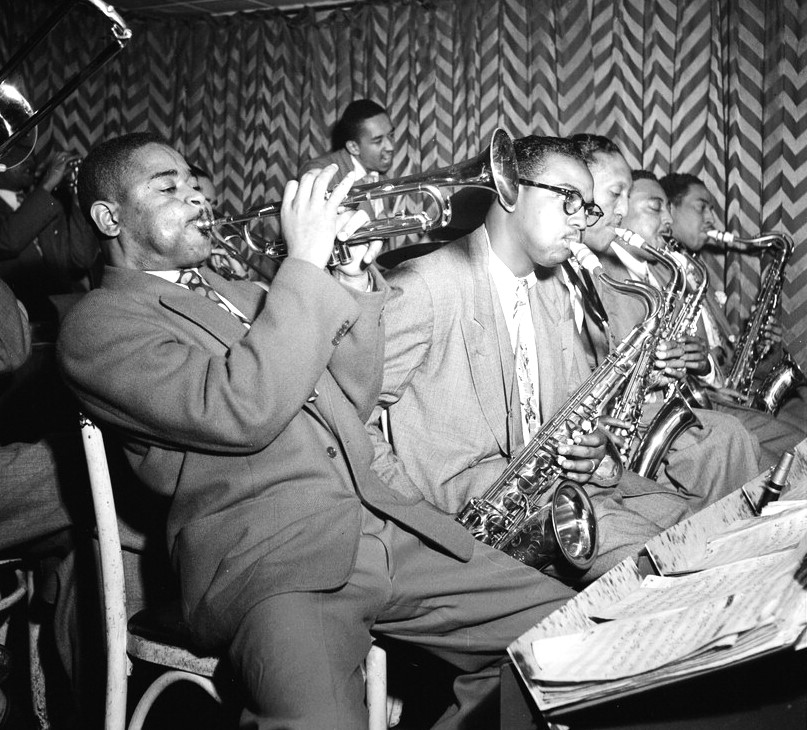
Dizzy Gillespie, James Moody i Howard Johnson w nowojorskim klubie Downbeat, 1947

James Moody (ur. 26 marca 1925 w Savannah, zm. 9 grudnia 2010 w San Diego) – afroamerykański muzyk jazzowy, saksofonista, okazjonalny wokalista oraz jeden z najlepszych flecistów tego gatunku muzyki. Laureat NEA Jazz Masters Award 1998.

## Życiorys
Urodził się w stanie Georgia, ale wychował w Newark w stanie New Jersey. Imię otrzymał po ojcu, grającym na trąbce w orkiestrze „Tiny’ego” Bradshawa i praktycznie nieobecnym w jego życiu. Miał brata Louisa. Synów wychowywała samotnie matka – Ruby Hann Moody Watters, która była wielbicielką jazzu, odtwarzającą w domu płyty Chicka Webba, Elli Fitzgerald, Counta Basiego i Jimmiego Lunceforda. Od dzieciństwa podobał mu się wygląd saksofonu. Będąc na koncercie big-bandu Counta Basiego, zachwycił się jego brzmieniem i grą Dona Byasa i „Buddy’ego” Tate’a. Słuchał też nagrań innych wybitnych saksofonistów: Lestera Younga i Colemana Hawkinsa. Choć od urodzenia był dotknięty częściową głuchotą, w wieku szesnastu lat sam zaczął grać na saksofonie, używanym alcie otrzymanym od wujka. Był absolwentem Arts High School, do której w różnych latach uczęszczali również Sarah Vaughan i Wayne Shorter.
W 1943 został powołany do Korpusu Lotniczego U.S. Army. Otrzymał przydział do formowanej w Greensboro Training Center orkiestry o wyłącznie czarnym składzie. Poprowadził ją Dave Burns trębacz, kompozytor, aranżer i edukator, który dokształcał go muzycznie. W 1946 wyszedł z wojska i jako saksofonista tenorowy dołączył do nowatorskiego, bebopowego big-bandu Dizzy’ego Gillespie’ego, którego członkami byli m.in. pianista Thelonious Monk i wibrafonista Milt Jackson. Z czasem połączyła go z Gillespie’em przyjaźń trwająca do końca życia bandlidera. Słynny trębacz został także jego mentorem. Tak z humorem wyrażał się o swoim „uczniu”: „Gdy gram z Jamesem Moodym, to jakbym grał ze sobą”. W orkiestrze Gillespie’ego występował przez dwa lata.
W 1948 dokonał dla wytwórni Blue Note swoich pierwszych nagrań w długiej karierze muzyka studyjnego. Zarejestrował swój debiutancki album James Moody and His Bop Men, grając na saksofonie i flecie. Był jednym z pierwszych znaczących flecistów jazzowych. W 1949 wyjechał do Paryża, twierdząc, że w Stanach Zjednoczonych „przestraszył go rasizm”. W rzeczywistości wyprawa do Francji i pobyt u mieszkającego tam wujka miały mu pomóc w zmaganiach z alkoholizmem. W Europie pozostał trzy lata, przezwyciężając nałóg i prowadząc aktywną działalność muzyczną. Jeszcze w 1949, przebywając w Sztokholmie, nagrał utwór oparty na strukturze harmonicznej popularnej piosenki I’m in the Mood for Love. Instrumentalne nagranie było w istocie improwizacją, w efekcie której powstała zupełnie nowa melodia. Zagrał ją nie na saksofonie tenorowym, lecz na pożyczonym altowym. Mimo że nagrany utwór tylko w niewielkim stopniu przypominał oryginalną piosenkę, zyskał w 1951 pewną popularność. W 1952 stał się przebojem, gdy wokalista Eddie Jefferson dopisał do jego improwizacji tekst i nagrał ją jako utwór pt. Moody’s Mood for Love. Z czasem tytuł ów stał się standardem, wykonywanym przez takich wokalistów jak Van Morrison, George Benson, Aretha Franklin, Take 6, Queen Latifah i Amy Winehouse.
W 1952 powrócił do Stanów Zjednoczonych, żeby zrealizować kontrakt nagraniowy z wytwórnią Prestige. Sformował także orkiestrę, towarzyszącą występom wokalisty Brooka Bentona, z którą odbył tournée po Stanach Zjednoczonych. Wówczas jeszcze grał ze słuchu, ale członek jego zespołu, puzonista i absolwent Juilliard School – Tom McIntosh nauczył go czytać nuty i zapoznał z podstawami teorii muzyki. Moody miał do siebie duży dystans i duże poczucie humoru. Często żartował, że „flet nie służy mu do grania, tylko do trzymania”. Muzycy podziwiali go za „biegłość instrumentalną, nieokiełznaną wyobraźnię i oddanie muzycznemu rzemiosłu”. Natomiast publiczność bardzo go lubiła za swobodę estradową, niekiedy graniczącą z komizmem, żarty oraz oryginalną wokalistykę, której charakterystyczną cechą było to, że seplenił. Ponadto na jego wyraźne życzenie nikt nie zwracał się do niego inaczej niż „Moody”.
W drugiej połowie lat 50. prowadził także septet, który grał nowoczesny jazz z elementami rhythm and bluesa. W 1958 występował w Filadelfii. W klubie, w którym grał, wybuchł pożar. Wraz z zespołem stracił w nim cały sprzęt, łącznie z instrumentami, kostiumy i wszystkie partytury. Wtedy ponownie sięgnął po alkohol, ale tym razem terapię odwykową odbył w szpitalu psychiatrycznym Overbrook w miejscowości Cedar Grove w stanie New Jersey. Po półrocznym pobycie wyjście z zakładu uczcił skomponowaniem i nagraniem utworu Last Train from Overbrook, jednego z jego najbardziej znanych.
Później wrócił do Gillespiego i grał w jego kwintecie od 1963 do 1968. W latach 70. osiadł w Las Vegas i porzucił jazz dla muzyki rozrywkowej. Grał w tamtejszych orkiestrach hotelowych, akompaniując m.in. Elvisowi Presleyowi, pianiście–showmanowi Liberace, piosenkarzowi country Glenowi Campbellowi, aktorowi–komikowi Miltonowi Berle’emu i duetowi Ike & Tina Turner. Zrobił to, gdyż jak powiedział: „Chciałem być prawdziwym ojcem i uczestniczyć w dorastaniu mojej córki”. Po siedmiu latach pobytu w Las Vegas i rozwodzie powrócił na Wschodnie Wybrzeże i do jazzu. W 1970 sformował w Nowym Jorku swój nowy kwintet.
W latach 80. regularnie koncertował z formacjami – Dizzy Gillespie Alumni All-Stars oraz Dizzy Gillespie All-Star Big Band. W 1986 jako członek Philip Morris Superband wziął udział w wielkim tournée razem z takimi muzykami, jak organista Jimmy Smith, gitarzysta Kenny Burrell, perkusista Grady Tate, wokalistka Barbara Morrison, kontrabasista Niels-Henning Ørsted Pedersen, saksofonista Jimmy Heath, puzonista Slide Hampton i pianista Monty Alexander. Trasa, składająca się z osiemnastu koncertów, trwała miesiąc i obejmowała cztery kraje: Australię, Filipiny, Japonię i Kanadę. W 1989 przeprowadził się z nową żoną do San Diego. Występował jako lider własnych grup lub członek zespołów gwiazd (All-Stars).
W 1997 pojechał do rodzinnego Savannah, żeby zagrać epizod w filmie Clinta Eastwooda Północ w ogrodzie dobra i zła. Wcielił się w postać wytwornego portiera kancelarii adwokackiej, Williama Glovera, który codziennie wyprowadzał na spacer ducha psa nieżyjącego pracodawcy.
W swoim środowisku był muzykiem bardzo szanowanym i lubianym. W 1995 zorganizowano w nowojorskim klubie Blue Note huczne obchody jego siedemdziesiątych urodzin. Wytwórnia Telarc wydała z tej okazji płytę Moody's Party z nagraniami jubileuszowych koncertów. Natomiast wiosną 2000 czczono jego siedemdziesiąte piąte urodziny na kolejnej niezwykłej imprezie. Tym razem zorganizowano w Avery Fisher Hall w Nowym Jorku wielki koncert Lincoln Center Jazz Orchestra z udziałem m.in. wybitnych „absolwentów” Gillespiego. Swoją obecnością na scenie uhonorowali go także tacy słynni artyści, jak Slide Hampton, wokaliści Jon Hendricks, Annie Ross i Janis Siegel, trębacz Jon Faddis, pianista Kenny Barron i aktor Bill Cosby.
2 listopada 2010 jego żona, Linda McGowan, wystąpiła z oświadczeniem, że mąż ma raka trzustki, ale nie zdecydował się na intensywną terapię. Po leczeniu paliatywnym zmarł miesiąc później wskutek powikłań wywołanych chorobą. Miał 85 lat. Został pochowany na cmentarzu Greenwood Memorial Park w San Diego.

### Małżeństwa
Był trzykrotnie żonaty. Dwa razy się rozwodził. Z drugą żoną, Margeną, miał córkę Michelle. W kwietniu 1989 ożenił się po raz trzeci. Jego wybranką została Linda Peterson McGowan. Drużbą był Dizzy Gillespie, który podczas uroczystości zagrał państwu młodym utwór Con Alma. Niedługo po ślubie nagrał zadedykowaną żonie płytę Sweet and Lovely. Małżonkowie przeżyli ze sobą dwadzieścia jeden lat. Był ojczymem trzech synów Lindy McGowan: Patricka, Regana i Danny’ego.

## Wybrana dyskografia

### Jako lider lub współlider
- 1948: James Moody and His Bop Men (Blue Note)
- 1949: James Moody and His Swedish Crowns (Dragon)
- 1952: Moody’s Mood for Love (Prestige) – singel
- 1958: Last Train from Overbrook (Argo Records)
- 1959: James Moody (Argo)
- 1960: Hey! It's James Moody (Argo)
- 1961:
  - Moody with Strings (Argo)
  - Cookin’ the Blues (Argo)
- 1962: Another Bag (Argo)
- 1963: Great Day (Argo)
- 1968: The Blues and Other Colors (Milestone)
- 1986: Something Special (RCA)
- 1989: Sweet and Lovely (Novus)
- 1995: Moody’s Party (Telarc)
- 1996: Young at Heart (Warner Bros.)
- 1997: Moody Plays Mancini (Warner Bros.)
- 2004: Homage (Savoy)
- 2008: James Moody and Hank Jones – Our Delight (IPO)
- 2010: Moody 4B (IPO)

### Jakosideman
Z Dizzym Gillespiem
- 1948: Big Band in Concert (GNP)
- 1962: The New Continent (Limelight)
- 1963: Something Old, Something New (Philips)
- 1964:
  - Dizzy Gillespie and the Double Six of Paris (Philips)
  - Dizzy Goes Hollywood (Philips)
  - The Cool World (Philips)
  - Jambo Caribe (Limelight)
- 1966: The Melody Lingers On (Limelight)
- 1967: Swing Low, Sweet Cadillac (Impulse!)
- 1968: The Dizzy Gillespie Reunion Big Band (MPS)
- 1969: The Real Thing (Perception)
- 1981: Musician - Composer - Raconteur (Pablo)
- 1989: Live at the Royal Festival Hall (Enja)
- 1995: The Complete RCA Victor Recordings 1937–1949 (Bluebird)

Z The Dizzy Gillespie Alumni All-Stars
- 1999: Dizzy’s World (Shanachie)
- 2001: Things to Come (Telarc)

Z Miltem Jacksonem
- 1962: Big Bags (Riverside)
- 1965: Milt Jackson at the Museum of Modern Art (Limelight)
- 1968: Milt Jackson and the Hip String Quartet (Verve)

Z The Manhattan Transfer
- 1985: Vocalese (Atlantic)

Zestawienie wg dat wydania płyt

## Nagrody i wyróżnienia
- 1998: NEA Jazz Masters Award
- 2000:
  - Doktorat honorowy Berklee College of Music[3]
  - Doktorat honorowy Florida Memorial College[6]
- 2001: Umieszczenie płyty Moody’s Mood for Love w Grammy Hall of Fame[6]
- 2011: Nagroda Grammy dla płyty Moody 4B w kategorii Jazz Instrumental Album, Individual or Group[10] – przyznana po śmierci artysty